# Albula glossodonta
Albula glossodonta е вид лъчеперка от семейство Albulidae. Видът е уязвим и сериозно застрашен от изчезване.

## Разпространение и местообитание
Разпространен е в Австралия, Британска индоокеанска територия, Гуам, Джибути, Египет, Еритрея, Йемен, Израел, Индия, Индонезия, Йордания, Иран, Кирибати, Китай, Коморски острови, Мавриций, Мадагаскар, Майот, Малайзия, Маршалови острови, Микронезия, Оман, Палау, Папуа Нова Гвинея, Провинции в КНР, Реюнион, Саудитска Арабия, САЩ (Хавайски острови), Северна Корея, Северни Мариански острови, Сейшели, Соломонови острови, Сомалия, Судан, Тайван, Филипини, Френска Полинезия, Шри Ланка и Япония.
Обитава полусолени и тропически води, пясъчни дъна, океани, морета, лагуни, рифове и крайбрежия. Среща се на дълбочина от 9,9 до 10 m, при температура на водата около 23,6 °C и соленост 35,2 ‰.

## Описание
На дължина достигат до 90 cm, а теглото им е максимум 8610 g.
Популацията на вида е намаляваща.